# Annette Zippelius
Annette Zippelius (25 de junho de 1949) é uma física alemã.
Annette Zippelius obteve um doutorado em 1976 na Universidade de Munique, com a tese Eine kinetische Theorie klassischer Flüssigkeiten.
Desde 1988 é professora da cátedra de física teórica da Universidade de Göttingen. É portanto a primeira professora de física da classe C4 da República Federal da Alemanha.
Filha da bióloga do comportamento Hanna-Maria Zippelius e do diretor de museu Adelhart Zippelius.